# Rotella tagliapizza

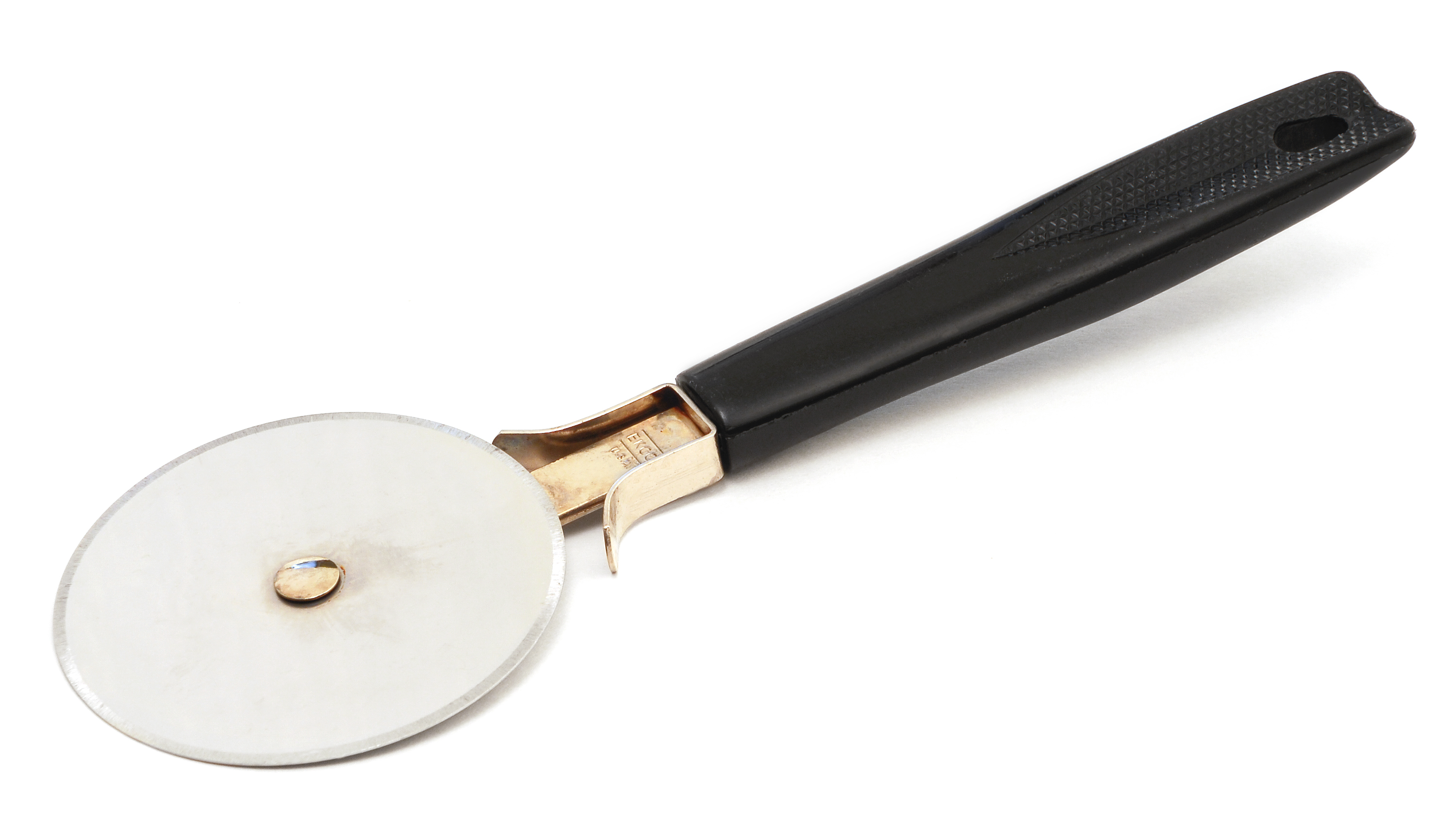
Una rotella tagliapizza

La rotella tagliapizza o più semplicemente tagliapizza è un utensile utilizzato per tagliare le pizze. Si tratta di una piccola ruota in acciaio collegata a un manico che viene fatta scorrere lungo la pizza nella direzione in cui la si vuole tagliare. La sua forma ricorda molto quella della rotella tagliapasta.

## Storia e descrizione
Sebbene un primo esempio di lama fatta appositamente per tagliare la pizza sia stata inventata nel 1708 dall'italiano Silvio Pacitti, che creò un coltello a mezzaluna capace di incidere la superficie delle pizze in modo lineare, la vera e propria rotella tagliapizza è però attribuita allo statunitense David S. Morgan di Asheville, che la creò nel 1862.
Oltre alla rotella tagliapizza, si può utilizzare uno speciale coltello, simile alla mezzaluna da cucina, che viene fatto oscillare per tagliare la pizza.